# Liste der Naturdenkmale in Ammerbuch
| Naturdenkmale | Anzahl |
| ------------- | ------ |
| FND           | 3      |
| END           | 4      |
| Gesamt        | 7      |

Die Liste der Naturdenkmale in Ammerbuch nennt die verordneten Naturdenkmale (ND) der im baden-württembergischen Landkreis Tübingen liegenden Gemeinde Ammerbuch. In Ammerbuch gibt es insgesamt 7 als Naturdenkmal geschützte Objekte, davon 3 flächenhafte Naturdenkmale (FND) und 4 Einzelgebilde-Naturdenkmale (END).
Stand: 31. Oktober 2016.

## Flächenhafte Naturdenkmale (FND)
| Name                     | Bild | Kennung     | Einzelheiten      | Position | Fläche Hektar | Datum         |
| ------------------------ | ---- | ----------- | ----------------- | -------- | ------------- | ------------- |
| Großseggenwiese          |      | 84160480052 | Ammerbuch-Reusten | ⊙        | 0,6           | 8. Nov. 1991  |
| Hinterer See             |      | 84160480051 | Ammerbuch-Reusten | ⊙        | 2,8           | 19. Sep. 1966 |
| Vorderer See             |      | 84160480050 | Ammerbuch-Reusten | ⊙        | 1,1           | 19. Sep. 1966 |
| Legende für Naturdenkmal |      |             |                   |          |               |               |

## Einzelgebilde (END)
| Name                          | Bild | Kennung     | Einzelheiten         | Position | Fläche Hektar | Datum         |
| ----------------------------- | ---- | ----------- | -------------------- | -------- | ------------- | ------------- |
| Linde am Herdweg              |      | 84160480020 | Ammerbuch-Entringen  | ⊙        | 0,0           | 18. Sep. 1972 |
| Linde bei Stephanskirche      |      | 84160480041 | Ammerbuch-Poltringen | ⊙        | 0,0           | 5. Mai 1939   |
| Lindengruppe beim Flugplatz   |      | 84160480040 | Ammerbuch-Poltringen | ⊙        | 0,0           | 5. Mai 1939   |
| 3 Linden südlich des Schloßes |      | 84160480042 | Ammerbuch-Poltringen | ⊙        | 0,0           | 5. Mai 1939   |
| Legende für Naturdenkmal      |      |             |                      |          |               |               |